# Padang Jati (Ratu Samban)
Padang Jati is een bestuurslaag in het regentschap Bengkulu van de provincie Bengkulu, Indonesië. Padang Jati telt 3889 inwoners (volkstelling 2010).